# درو بارسونز (عازف قيثارة)
درو بارسونز (بالإنجليزية: Drew Parsons)‏ هو عازف قيثارة أمريكي، ولد في 12 أكتوبر 1974.